# Río Campiazo
El río Campiazo, también conocido como río Campiezo, es un río del norte de España, en la Cornisa Cantábrica, que discurre por la comunidad autónoma de Cantabria y desemboca en el Mar Cantábrico a través de la ría de Ajo o ría de Castellanos.   
El año 2024 El ayuntamiento de Meruelo ha iniciado un proyecto para construir una piscina fluvial que causará un impacto medioambiental grave. 

## Curso
Tiene su nacimiento en el pico Regolfo (100 metros) en Solórzano. Recorre los municipios de Solórzano, Hazas de Cesto, Escalante y Meruelo hasta su desembocadura en la mencionada ría entre Arnuero y Bareyo.
Su principal afluente es el arroyo Liermo.